# De Jong Verpakking
De Jong Verpakking BV is een Nederlandse onderneming die verpakkingen van golfkarton produceert. De fabriek en hoofdkantoor zijn gevestigd in De Lier, in de Zuid-Hollandse streek Westland. Het familiebedrijf heeft circa 750 werknemers in dienst en levert verpakkingen in Noordwest-Europa. Sinds begin 2023 is De Jong Verpakking overgenomen door Stora Enso.

## Geschiedenis
De Jong Verpakking werd opgericht in 1996, nadat ijsbergsla-tuinder Henk de Jong gestopt was met zijn tuinbouwbedrijf in de Hoeksche Waard om zich te gaan richten op het produceren van verpakkingen voor tuinbouwproducten. Hij kocht kartonnen platen in en had drie opzetmachines en een vrachtwagen tot zijn beschikking. Vanwege toenemende vraag breidde hij de opzetcapaciteit uit en kocht in 2002 een stans- en drukmachine.
Omdat de productielocatie in Westmaas te klein werd verhuisde het bedrijf in 2006 naar De Lier, in het grootste tuinbouwgebied van Europa. Een jaar later werd een golfkartonmachine gekocht waarmee het bedrijf zelf golfkarton kon produceren. De aankoop van een inliner machine maakte het mogelijk om dozen te produceren voor de industriële markt, zoals verhuisdozen en dozen voor het verpakken van bloemen, planten, vis, eieren, stofzuigers.
In 2016 werd een tweede golfkartonmachine geïnstalleerd.
In 2012 trad De Jong af als algemeen directeur om zich meer te kunnen toeleggen op andere zaken binnen de holding waar De Jong Verpakking deel van uitmaakt en op het raceteam van zijn zoon Daniël de Jong.
Op 8 september 2022 werd de overname van het bedrijf aangekondigd door Stora Enso. De overname door Stora Enso werd begin januari 2023 afgerond na het verkrijgen van de benodigde vergunningen. Ook werden de werknemers geraadpleegd.

## Producten en markt
Anno 2019 bedraagt de productie in De Lier ongeveer 600 miljoen verpakkingen per jaar. Het bedrijf levert golfkartonnen verpakkingen aan de AGF-sector (aardappelen, groenten, fruit), de industrie, de food- en non-foodsector en webshops.

## Benelux kwaliteitstandaard
Het bedrijf heeft samen met vier andere producenten van kartonverpakkingen en de CBA (Corrugated Benelux Association) het initiatief genomen om een kwaliteitsnorm te ontwikkelen voor groente- en fruitdozen van golfkarton en massief karton. Dit heeft eind 2019 geleid tot de CFQ-standaard (Common Footprint Quality).

## Holding
De holding waar De Jong Verpakkingen BV onder valt, bestaat verder uit:
- Sumarbox (Venlo)
- Karpack (Roosendaal)
- Twinpack (Noordwijkerhout)[9]
- Van Dongen De Jong Verpakkingen (Aalsmeer)
- Felco (Eerbeek)
- Rudico (Eerbeek)
- KPMB (Roeselare, België)
- T&B Containers (Boston, Verenigd Koninkrijk)
- Gaster Wellpappe (Heidelberg, Duitsland)[10]
- eCorrugated (Ellesmere Port, Verenigd Koninkrijk)[11]
- Bangma Verpakkingen (Dronten)[12]